# Miroslav Fousek
Miroslav Fousek (ur. 24 czerwca 1923, zm. 22 sierpnia 1993) – czechosłowacki kierowca wyścigowy i rajdowy.

## Kariera
Był fabrycznym kierowcą Škody, tworząc wspólnie z takimi kierowcami, jak Jaroslav Bobek, Milan Žid, Josef Srnský i in. tak zwaną ekipę „towarnich jezdców".
W rajdach debiutował w latach 50. Jego pilotami byli m.in. Viktor Krupička i Oldřich Horsák. Rywalizował w mistrzostwach Europy w takich zawodach, jak Viking Rally (1955), Tulpenrallye (1957), Rajd Polski (1960), Rajd Monte Carlo (1962), Rajd Vitava (1966) czy Alpenfahrt (1966). W 1960 roku był trzeci w Rajdzie „Za Mir i Drużbu”.
Škodami ścigał się także w wyścigach długodystansowych. Do największych sukcesów Fouska należy zajęcie szóstego miejsca w Grand Prix Brna 1950, drugie miejsce na Sachsenringu w 1953 roku oraz trzecie w wyścigu w Brnie rok później.
W wyścigach górskich uczestniczył w latach 50. W 1958 roku wygrał zawody w Mladej Boleslav oraz Lounach.
Jako kierowca samochodów jednomiejscowych ścigał się między innymi w Czechosłowackiej Formule 3, a także w Pucharze Pokoju i Przyjaźni. W 1967 roku w ramach Pucharu wygrał wyścig w Krakowie, natomiast rok później wygrał w Szczecinie i Štramberku i zdobył tytuł mistrzowski.